# Brühwurst

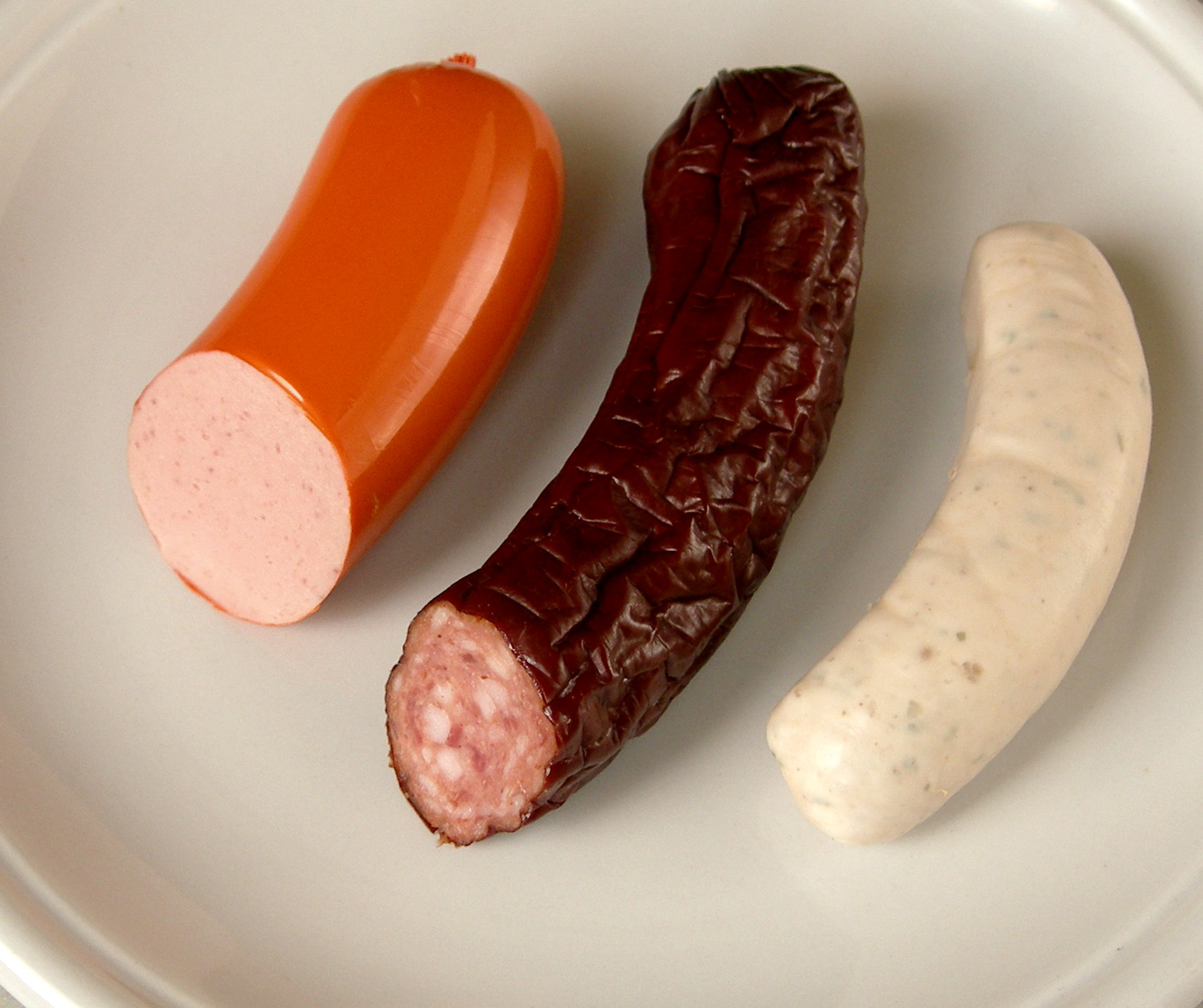
Diversi tipi di brühwurst. Da sinistra: lyoner, dauerwurst e weißwurst.

Il termine brühwurst (lett. "salsiccia scaldata/sbollentata") indica una vasta categoria di salumi tedeschi da mettere a bollire per un breve periodo di tempo prima di venire consumati. Tali salsicce sono composte da carne finemente macinata e a volte affumicata.